# Amado de Freitas
João Amado de Freitas (Aveiro, 24 de Junho de 1929 - Lisboa, 6 de Junho de 2001) foi um economista e presidente do Sporting Clube de Portugal de 1986 a 1988.

## Biografia
O Dr. João Amado de Freitas tornou-se sócio do clube leonino em Maio de 1955, sendo o sócio número 1877. Fez parte do Conselho Leonino entre 1969 e 1988 e foi Vice-presidente para a Gestão Financeira entre 1973 e 1979.
Foi eleito presidente, sucedendo a João Rocha que alegava abandonar a presidência do clube por motivos de saúde. Amado de Freitas iniciou a sua presidência numa altura em que o Sporting começava a ficar para trás em relação aos seus grandes rivais Benfica e Porto, entre 1 de Outubro de 1986 e 28 de Junho de 1988.
O seu mandato foi rigoroso e discreto, sendo conhecido como uma pessoa correcta, honesta, nunca tirando partido da sua posição privilegiada, que dava sempre a cara para enfrentar os problemas do clube, mas dois anos depois da sua eleição termina o seu mandato e não concorre nas eleições para a nova presidência.
Houve poucos pontos altos no clube leonino enquanto João Amado de Freitas foi presidente, porém é da memória de todos a vitória dos leões frente ao seu rival lisboeta Benfica, por 7-1, num jogo que teve lugar no Estádio José Alvalade. Durante a sua presidência o Sporting ganhou ainda um Campeonato Nacional de Hóquei em Patins e uma Taça de Portugal no Andebol.
O Dr. João Amado de Freitas faleceu na sua residência, vitima de doença prolongada.